# Pristimantis taciturnus
Espèce
Synonymes
- Eleutherodactylus taciturnus Lynch & Suárez-Mayorga, 2003

Statut de conservation UICN

 DD  : Données insuffisantes
Pristimantis taciturnus est une espèce d'amphibiens de la famille des Craugastoridae.

## Répartition
Cette espèce est endémique du département de Cauca en Colombie. Elle se rencontre dans les municipalités d'Inzá et de Paez entre 2 400 et 2 670 m d'altitude dans la cordillère Centrale.

## Description
Les mâles mesurent de 17,6 à 20,9 mm et les femelles de 24,2 à 31,7 mm.

## Publication originale
- Lynch & Suárez-Mayorga, 2003 : Two additional new species of Eleutherodactylus (Leptodactylidae) from southwestern Colombia. Revista de la Academia Colombiana de Ciencias Exactas Fisicas y Naturales, vol. 27, no 105, p. 607-612 (texte intégral).